# André Holland
Pour les articles homonymes, voir Holland.
André Holland, né à Bessemer (Alabama) le 28 décembre 1979 , est un acteur américain.

## Biographie
André Holland est principalement connu pour avoir interprété le docteur Algernon Edwards dans la série télévisée The Knick, Andrew Young dans le film Selma, Wendell Smith dans le film 42, Julian « Fitz » Fitzgerald dans la série télévisée Friends with Benefits et Matt Miller dans la sixième saison de l'anthologie horrifique American Horror Story.

## Filmographie

### Cinéma
- 2008 : Sugar de  Anna Boden et Ryan Fleck : Brad
- 2008 : Miracle à Santa Anna (Miracle at St. Anna) de Spike Lee
- 2008 : Last Call de Steven Tanenbaum : Pete
- 2009 : Us: A Love Story d'Alrick Brown : victime de carjack
- 2011 : Small, Beautifully Moving Parts de Annie J. Howell et Lisa Robinson : Leon
- 2012 : Nobody's Nobody de Ari Issler : Jason
- 2013 : 42 de Brian Helgeland : Wendell Smith
- 2014 : Black or White de Mike Binder : Reggie
- 2014 : Selma de Ava DuVernay : Andrew Young
- 2016 : Moonlight de Barry Jenkins : Kevin à l'âge adulte
- 2018 : Un raccourci dans le temps (A Wrinkle in Time) d'Ava DuVernay : le proviseur Jenkins
- 2019 : High Flying Bird de Steven Soderbergh : Ray (également producteur délégué)
- 2019 : Battle at Big Rock (court métrage) de Colin Trevorrow : Dennis
- 2021 : Clair-obscur (Passing) de Rebecca Hall : Brian Redfield
- 2024 : Shirley de John Ridley : Walter Fauntroy
- 2024 :  Exhibiting Forgiveness de Titus Kaphar : Tarrell
- 2025 : Love, Brooklyn de Rachael Abigail Holder : Roger
- 2025 : The Actor de Duke Johnson : Paul Edwin Cole (également producteur délégué)

### Télévision

#### Téléfilms
- 2007 : The News : DeShawn Burkett
- 2009 : Lost & Found : Gayle Dixon
- 2010 : The Rockford Files : Angel Martin

#### Séries télévisées
- 2006 : Law & Order : David Sachs
- 2007 : The Black Donnellys : Frank Thomas
- 2010 : Damages : Bank Manager
- 2011 : Cherche Partenaires Désespérément (Friends with Benefits) : Julian 'Fitz' Fitzgerald
- 2011 : Burn Notice : Dion Carver
- 2012-2013 : 1600 Pen : Marshall Malloy
- 2014-2015 : The Knick : Dr Algernon Edwards
- 2016 : American Horror Story: Roanoke : Matt Miller (version réelle)
- depuis 2018 : Castle Rock : Henry Deaver
- 2020 : The Eddy : Elliot Udo
- 2024 : The Big Cigar : Huey P. Newton